# 约翰·雅各布·霍夫曼
约翰·雅各布·霍夫曼（德語：Johann Jakob Hofmann，1635年9月11日—1706年5月10日，出生于瑞士巴塞尔）是一位瑞士神学家，历史学家和辞书学家。《Lexicon Universale》的作者和瑞士巴塞尔大学的希腊语教授。